# Gualtiero Sanelli
Gualtiero Sanelli nome d'arte di Ferdinando Sanelli (Parma, 14 maggio 1816 – Maranhão, 15 dicembre 1861) è stato un compositore e tenore italiano.

## Biografia
Era dotato di una voce di tenore ed aveva iniziato a cantare come artista del coro, quando decise di studiare composizione affidandosi al maestro Giuseppe Alinovi. Iniziò quindi a comporre dedicandosi sia all'opera che alla musica da camera. Compose diverse opere e viaggiò molto recandosi a Mantova, Milano, Parigi, Inghilterra e Brasile dove morì, a Maranhão, a seguito dell'aggravarsi di una malattia mentale della quale aveva sofferto in passato.

## Opere
- Le nozze improvvise
- La cantante
- I due sergenti
- Ermengarda
- Gennaro Annese
- Il fornaretto Pietro di Vasco
- Camoëns
- La tradita
- Gusmano
- Luisa Strozzi